# Ларина (деревня, Байкаловский район)
Ларина — деревня в Байкаловском районе Свердловской области. Входит в состав Краснополянского сельского поселения. Управляется Краснополянским сельским советом.

## География
Населённый пункт расположен на правом берегу реки Павлухина в 20 километрах на север от села Байкалово — административного центра района.

### Часовой пояс
Ларина, как и вся Свердловская область, находится в часовой зоне МСК+2. Смещение применяемого времени относительно UTC составляет +5:00.

## Население
| 2002 | 2010 | 2021 |
| ---- | ---- | ---- |
| 195  | ↘123 | ↘96  |

## Инфраструктура
Деревня разделена на три улицы (Лесная, Свободы, Центральная).